# Gibberifera yadongensis
Gibberifera yadongensis is een vlinder uit de familie van de bladrollers (Tortricidae). De wetenschappelijke naam van de soort is voor het eerst geldig gepubliceerd in 1996 door Nasu & Liu.